# 邵音音
邵音音（英語：Susan Shaw Yam-Yam，1950年8月27日—），原名倪小雁，香港女演員、歌手。她生於香港，在台灣長大。1970年代由李小龍引薦出道，2008年憑《野·良犬》獲得第27屆香港電影金像獎最佳女配角，三年後再憑《打擂台》獲得第30屆香港電影金像獎最佳女配角。其後於2019年至2022年間獲得多個國際影后殊榮，2022年更推出個人電子英文新曲《Hear the music of life》。

## 背景

### 早年經歷
邵音音早年出生於英属香港九龍廣華醫院。父親是國民黨空軍軍官，有一弟一妹。她早年居住過九龍佐敦西貢街的天台單位和石硤尾，未足一歲便被送到廣東省顺德縣的外公家成长，小姨母與小舅常带她去河边钓鱼、钓虾、砍甘蔗。另一方面於兩三歲時入讀私塾。後來，英屬香港政府驅逐其身為國民黨員的父親到台灣。其母親打算去台灣看看情況，不合就回香港，於是把五歲多的邵音音從廣東接回香港，舉家坐軍眷船去台灣，到埗台湾才發現不能輕易出境。由於她一家不是1949年跟着南京国民政府一起撤退的，台灣政府懷疑其政治忠誠，所以沒有獲分配至軍眷村，反而將她们丢到跟台湾本省人一起居住。
在台灣學校裏，不會國語的邵音音難以融入校園生活。训导主任和教官經常查問她的家事。因為父親經常到在台灣不同的城市工作，邵音音曾隨家人定居台灣北、中和南部，且學得一口流利台語。她先後入讀嘉義市東區宣信國民小學、高雄市立女子中學（高雄市立新興高級中學前身）以及高雄市立高雄女子高級中學。
邵氏一家的家境穷苦，令中學畢業且本想讀大學的邵音音只可前往免费的國立臺中護理專科學校。雖然她在選學位時的第一志願為農業學院，但最後未被取錄，而1萬到2萬多生只錄20人的5年制護士專科卻取錄了她。而且，她更因在畢業時位列前三名而獲保送到臺北榮民總醫院工作。及後，她在母親的朋友介紹下轉職至金山輪船公司擔任郵輪護士。在1970年，寧波船業大亨董浩雲購入伊利莎白皇后號郵輪以改建船上大學，因而為此招收4名華人護士上船，而邵音音則被公司選中。該船每年停泊香港一次；1972年1月9日在香港青衣島装修期間遭人縱火，董浩雲之子董建華從船內逃出，而邵音音在岸上無恙。由於公司並沒有再安排她登上另一艘郵輪工作，她唯有留在香港租住位處官涌板間房。與此同時，她的母親將她在香港出生的證明文件寄交給她，她藉此到人民入境事務處申請香港永久性居民身份證，並得到在香港居留的機會。

### 事業發展
邵音音經歷過火災，便在香港上岸另找工作。到埗初年，邵音音的護士學歷不被承認，因此瑪麗醫院只會聘請她為清潔工人。1972年，邵音音透過朋友任嘉禾電影公司日語翻譯員的父親幫忙，到片場探班，碰巧遇上李小龍。對方稱讚她長得漂亮，遂推薦她加入影圈。原先她被安排當《龍爭虎鬥》的群眾演員，然而無故被一位電影公司幕後人員趕走。《龍爭虎鬥》的副導演張欽鵬得知事情始末，隨即推薦邵音音加入長弓電影公司，簽約為旗下藝人，開始演出電影，首部作品為《雌雄變》，其後參與吳思遠的《十三號凶宅》，以性感表演闖出名堂，一年內拍片12部。
邵音音曾在香港及東南亞國家的夜總會唱歌，跟歌唱老師許佩學習唱歌，同時把藝名改成「邵音音」，當歌手期間灌錄過三張唱片。藝名的來源源於一次夏春秋主持戲院歌唱節目時提議她改的。邵靈機一觸想到「英英」一名，自覺國語同音字「音音」的語感較為文化一點，所以以此為藝名。藝名當中的邵姓來自《新報》總編輯的建議；對方與邵逸夫同為寧波人，希望她將來可以像邵氏一樣建立自己的邵氏王國。「邵音音」一藝名由此誕生。
1976年，邵音音簽約邵氏，自此以拍攝邵氏電影為主，參演李翰祥的《騙財騙色》、《風花雪月》及呂奇的《男妓女娼》、《財子名花星媽》等風月作品。同期於1977年與友人合資在美國開設餐館，後在北角經營泰國餐廳。1978年，邵音音為電影《官人我要》隨片組製作人員出席法國康城影展，以一襲粉紅肚兜透視裝出盡鋒頭。翌日美聯社稱她為「China Doll」，轉載時被直譯為「中國娃娃」，她因而被台灣政府視為大陸間諜，即時被封殺。結果未能在電影圈繼續發展，只依靠登台維持生計。其後於1977年加盟麗的電視主持音樂節目和演電視劇，專門扮演壞女人、潑辣悍婦的角色，例如《湖海爭霸錄》中的顛鳳。她又曾多次與秦沛合演情侶或夫婦，包括電視劇《大白鯊》、《湖海爭霸錄》、《人在江湖》以及電影《春嬌救志明》。不加入無綫電視的原因是電視台一方嫌棄她是所謂台灣間諜黑名單藝人。還有，她當時已轉型不再當脫星，想法與自己留美期間患上急性腹膜炎導致留下疤痕有關。
1978年7月，邵音音本已簽約佳藝電視拍攝電視劇集，惟佳藝電視台於同年8月倒閉，終未成事。在1980年代，邵音音於1984年約滿亞洲電視，決定不再續約，因為合約屆滿前，她沒有向電視台告假，並私自到外地登台而不能趕回來接拍梁天監製的《世界仔》。梁天被迫臨時易角兼要求邵音音在回港後要寫悔過書和扣除部分薪金，引起雙方不快。她不久轉到馬來西亞登台，婚後不久誕下女兒的她於1980年代中期暫別影壇，並移居砂朥越，後移民美國三藩市。1986年再次接拍亞洲電視劇集。她之所以移民三藩市是為了摆脱香港電影圈的圈子，卻礙於在當地結識的三藩市華人朋友總是向她打探香港影壇的小道消息，使她不堪其擾，於是搬回香港生活。
邵音音重返娛樂圈後接拍了不少中國大陸的戲劇作品，於1995年曾投資製作三級片。往後熱衷公益事業，擔任香港演藝人協會福利組副組長職務。2005年開始擔任名譽理事，2011年更將收藏多年的清朝皇帝印譜捐贈給中國大陸博物館。其演藝事業成就可見於2008年憑《野·良犬》獲得第27屆香港電影金像獎「最佳女配角」，三年後，即2011年再憑《打擂台》獲得第30屆香港電影金像獎「最佳女配角」。2016年，她與藝人戴夢夢合作拍攝ViuTV真人實況旅遊節目《跟住矛盾去旅行》。2019年憑微電影《老奶奶與無名子》分別獲得美國格倫代爾國際電影節短片組別的「最佳女主角」和波蘭電影節「外語片最佳女主角」獎。往後至2021年為止憑同一作品一共奪得十四個最佳女主角獎座。現時，邵音音仍活躍於香港娛樂圈。

## 個人生活
邵音音於1980年代到馬來西亞登台期間經朋友介紹，結識當時任職會計師的地產富商陳耀發，二人交往兩年後在馬來西亞註冊，於1984年結婚。婚後不久誕下女兒陳湘韻（Jean），再誕下一名兒子。她當年結婚時的伴娘為苗可秀，伴郎為羅浩楷。配樂師波多野裕介是邵音音的女婿。大馬歌手丘沁偉是邵音音的乾兒子；她在台北宣傳電影《三十立》時承認丘沁偉是乾兒子。香港女演員李燕燕則是女兒陳湘韻的契母。邵音音丈夫曾有外遇，她基於害怕參演過三级片以致形象受損，難以爭取兒女的撫養權，故此沒有選擇離婚。
在個人儀表方面，自她從美國回港重投演藝圈以來，一直有新聞屢傳她「整容失敗」。其本人於2016年在ViuTV專訪裡澄清有關消息，表示自己於1999年在家中不慎跌倒，以致整塊面撞向矮櫃，鼻骨全碎，面上縫了幾十針。慶幸沒有撞到眼睛變盲，不過面部肌肉因縫針而不能笑政治上，邵音音支持港版國安法的聯署。此外，她曾花了十年時間學習芭蕾舞。

## 演出作品
*以下列表只記錄邵音音演出過的劇集作品，若有遺漏，請協助補充相關資料。

### 電影
| 年份   | 電影名稱                         | 角色             |
| 1975   | 《十三號凶宅》                   | 阿彩             |
| 1975   | 《雌雄變》                       |                  |
| 1975   | 《蠱惑佬尋春》                   |                  |
| 1975   | 《綠帽唔怕戴》                   |                  |
| 1975   | 《蠱惑女光棍才》                 |                  |
| 1975   | 《義劫愛神號》                   |                  |
| 1975   | 《男人四十一條龍》               |                  |
| 1975   | 《横冲直撞》                     |                  |
| 1975   | 《七彩滿天神佛》                 | 胡太             |
| 1976   | 《風花雪月》                     |                  |
| 1976   | 《大懵成》                       |                  |
| 1976   | 《沙膽英》                       |                  |
| 1976   | 《男妓女娼》                     |                  |
| 1976   | 《阿茂正傳》                     |                  |
| 1976   | 《騙財騙色》                     |                  |
| 1976   | 《名女人奇異錄》                 |                  |
| 1977   | 《官人我要》                     |                  |
| 1977   | 《拍案驚奇》                     |                  |
| 1977   | 《滾女搵老襯》                   |                  |
| 1977   | 《香港超人大破摧花黨》           |                  |
| 1977   | 《財子名花星媽》                 |                  |
| 1977   | 《戇哥哥》                       |                  |
| 1977   | 《蕩婦冤魂》                     |                  |
| 1977   | 《被迫》                         |                  |
| 1977   | 《唐人街小子》                   |                  |
| 1977   | 《變態女殺手》                   |                  |
| 1977   | 《扭計三星》                     |                  |
| 1977   | 《絕不低頭》                     |                  |
| 1977   | 《鬼馬姑爺仔》                   |                  |
| 1977   | 《架步串女古惑仔》               |                  |
| 1977   | 《風流伯虎蕩秋香》               |                  |
| 1977   | 《講數》                         |                  |
| 1977   | 《佛跳牆》                       | 玉珍             |
| 1977   | 《俏探女嬌娃》                   |                  |
| 1978   | 《黑幕》                         |                  |
| 1978   | 《子曰:食色性也》                |                  |
| 1978   | 《非男飛女》                     |                  |
| 1978   | 《烏龍濟公》                     |                  |
| 1978   | 《血芙蓉》                       |                  |
| 1979   | 《軍閥趣史》                     | 銀寶             |
| 1980   | 《怨婦、淫娃、瘋殺手》           |                  |
| 1980   | 《邪鬥串》                       |                  |
| 1981   | 《粉骷髏》                       |                  |
| 1981   | 《千門八將》                     |                  |
| 1981   | 《阿燦出千》                     |                  |
| 1981   | 《叻女正傳》                     |                  |
| 1982   | 《人皮燈籠》                     |                  |
| 1982   | 《獸心》                         |                  |
| 1982   | 《三十年細說從頭》               |                  |
| 1982   | 《冷血紅番》                     |                  |
| 1982   | 《如來神掌》                     |                  |
| 1983   | 《一觸驚魂》                     |                  |
| 1983   | 《風生水起》                     |                  |
| 1983   | 《鹿鼎記》                       |                  |
| 1983   | 《天皇巨星》                     |                  |
| 1983   | 《啱晒KEY》                      |                  |
| 1983   | 《血中血》                       |                  |
| 1985   | 《反斗妹》                       |                  |
| 1986   | 《夜之女》                       |                  |
| 1986   | 《淑女也瘋狂》                   |                  |
| 1987   | 《江湖正傳》                     |                  |
| 1989   | 《警察也移民》                   |                  |
| 1989   | 《血裸祭》                       |                  |
| 1989   | 《火爆行動》                     |                  |
| 1989   | 猛鬼山墳                         |                  |
| 1990   | 《驚天十二小時》                 |                  |
| 1990   | 《義膽雄心》                     |                  |
| 1990   | 《天師捉姦》                     |                  |
| 1990   | 《起尾注》                       |                  |
| 1990   | 《夜魔先生》                     |                  |
| 1991   | 《聊齋驚艷》                     |                  |
| 1991   | 《聊齋花弄月》                   |                  |
| 1991   | 《金蠶降》                       |                  |
| 1991   | 《滾滾紅唇》                     |                  |
| 1992   | 《素女經之挑情寶鑑》             |                  |
| 1992   | 《賭鬼總動員》                   |                  |
| 1992   | 《新素女艷譚》                   |                  |
| 1992   | 《大八掛》                       |                  |
| 1992   | 《鬼域的故事》                   |                  |
| 1992   | 《新殭屍先生》                   |                  |
| 1992   | 《踩過界》                       |                  |
| 1993   | 《驚天桃色劫》                   |                  |
| 1993   | 《禁春》                         |                  |
| 1993   | 《記得香蕉成熟時》               |                  |
| 1993   | 《紋身女郎》                     |                  |
| 1994   | 《清官難審》                     |                  |
| 1994   | 《怪俠一枝梅》                   |                  |
| 1994   | 《吸我一個吻》                   |                  |
| 1995   | 《殺姦O娘》                      |                  |
| 1995   | 《救世神棍》                     |                  |
| 1996   | 《玩火》                         |                  |
| 1998   | 《鐵窗邊緣》                     |                  |
| 2000   | 《我在監獄的日子》               |                  |
| 2001   | 《女人那話兒》                   |                  |
| 2001   | 《邊緣怒火》                     |                  |
| 2001   | 《買兇拍人》                     | BART外母         |
| 2002   | 《亡命天涯》                     |                  |
| 2003   | 《六樓后座》                     | 利詩 Cinderella  |
| 2003   | 《危情歲月之愛在明天》           |                  |
| 2007   | 《野·良犬》                      | 宏婆婆           |
| 2007   | 《出埃及記》                     |                  |
| 2008   | 《青苔》                         |                  |
| 2008   | 《一個好爸爸》                   | 四嫂             |
| 2008   | 《助念新星》                     |                  |
| 2010   | 《72家租客》                     |                  |
| 2010   | 《打擂台》                       | 芬               |
| 2010   | 《為你鍾情》                     | 張偉傑母         |
| 2011   | 《我愛HK開心萬歲                 | Maver姐          |
| 2011   | 《勁抽福祿壽》                   | 阿婆             |
| 2011   | 《人約離婚後》                   | 紅姐             |
| 2012   | 《2012我愛HK 喜上加囍            | 沈佳宜           |
| 2012   | 《春嬌與志明》                   | 春嬌母           |
| 2012   | 《低俗喜劇》                     | 自己 邵音音      |
| 2012   | 《我老婆唔夠秤II：我老公唔生性》 | 六叔婆           |
| 2013   | 《2013我愛HK 恭喜發財》          | 何韻師太         |
| 2013   | 《百星酒店》                     | 嫲嫲             |
| 2013   | 《飛虎出征》                     | 媽媽生           |
| 2013   | 《迷離夜》之單元"驚蟄"           | 朱婆婆           |
| 2013   | 《重口味》                       | 杰母             |
| 2013   | 《溝女不離三兄弟》               |                  |
| 2013   | 《遊》                           |                  |
| 2014   | 《救火英雄》                     | 酒醋廠東主妻子   |
| 2014   | 《大話天仙》                     | 阿嬌             |
| 2014   | 《重生3D》                       | 神婆             |
| 2014   | 《點對點》                       |                  |
| 2014   | 《黑色喜劇》                     | 地獄之母         |
| 2014   | 《恐怖在線》                     | 三姐             |
| 2015   | 《麻雀王》                       |                  |
| 2015   | 《衝鋒車》                       |                  |
| 2015   | 《媽咪侠》                       |                  |
| 2015   | 《全力扣殺》                     | 梅姨             |
| 2015   | 《碟仙碟仙》                     | 蘭姑（阿敏姨媽） |
| 2015   | 《同班同學》                     | 林婉靜嫲嫲       |
| 2015   | 《紀念日》                       |                  |
| 2016   | 《PG戀愛指引》                   |                  |
| 2016   | 《此情此刻》                     | 蘇菲亞           |
| 2016   | 《幸運是我》                     |                  |
| 2016   | 《少女龍婆》(網絡電影)           | 龍婆             |
| 2017   | 《聖女奇緣》                     |                  |
| 2017   | 《我要發達》                     | 三嬸             |
| 2017   | 《澳囧風雲》(網絡電影)           |                  |
| 2017   | 《救殭清道夫》                   |                  |
| 2017   | 《春嬌救志明》                   | 陳鳳娣           |
| 2017   | 《愛情奴隷獸》                   |                  |
| 2017   | 《三十立》                       |                  |
| 2018   | 《我的情敵女婿》                 |                  |
| 2018   | 《兄弟班》                       | 台灣黑幫         |
| 2018   | 《女皇撞到正》                   |                  |
| 2018   | 《七號公館》                     | 清潔工           |
| 2018   | 《八步半喜怒哀樂》               |                  |
| 2019   | 《朝花夕拾．芳華絕代 》          | 基金評審         |
| 2019   | 《恭喜八婆》                     | 陪月             |
| 2019   | 《如珠如寶》                     | 音導             |
| 2019   | 《玩轉全家福》                   | Orchid           |
| 2019   | 《特區》(網絡電影)               | 张志业母亲       |
| 2019   | 《老奶奶與無名子》(短片)         |                  |
| 2019   | 《潜行者》(曾用名:臥虎潛龍)      | 師父             |
| 2019   | 《獅子山上》                     | 蕭雲柳           |
| 2020   | 《擊鬥女神》                     | 張芝芝           |
| 2020   | 《新年泰瘋狂》                   |                  |
| 2020   | 《阿索的故事》                   | 「蔣九索」婆婆   |
| 2021   | 《鬼同你住》                     |                  |
| 2021   | 《不日成婚》                     |                  |
| 2023   | 《不日成婚2》                    |                  |
| 待上映 | 《糖街製片廠》                   |                  |

### 電視劇（香港電台）
| 年份 | 劇集名稱         | 角色       |
| 2011 | 《廉政行動2011》 | 李正唐母親 |

### 電視劇（麗的電視）/（亞洲電視）
| 年份 | 劇集名稱                     | 角色           |
| 1975 | 《喜怒哀樂》之滄桑一婦人     |                |
| 1978 | 《巨星》                     | 李玉姬         |
| 1978 | 《新大丈夫》之第四槍         | Connie         |
| 1978 | 《變色龍》                   | 美美           |
| 1978 | 《大白鯊》                   | 甘珮           |
| 1978 | 《鱷魚淚》                   | 金萍           |
| 1979 | 《俠盜風流》                 | 痴尼姑         |
| 1980 | 《風塵淚》                   | 鄧大媽         |
| 1980 | 《湖海爭霸錄》               | 顛鳳           |
| 1980 | 《浪濺長堤》                 | 契家姐（汪太） |
| 1980 | 《人在江湖》                 | 麥坤妻子       |
| 1981 | 《甜甜廿四味》               | Miss孔         |
| 1981 | 《我要高飛》                 |                |
| 1981 | 《伏虎》                     | 顏如玉         |
| 1982 | 《火星撞地球》               | 何太           |
| 1982 | 《天堂有路》                 | 鄭太           |
| 1982 | 《風塵三奇俠》               | 珊瑚島主       |
| 1982 | 《家春秋》                   | 沈淑玉         |
| 1983 | 《家姐、細佬、飛髮舖第二輯》 | 紅玫瑰         |
| 1983 | 《園中緣》                   |                |
| 1983 | 《鹹魚豆腐白菜仔》           | 竇如花         |
| 1983 | 《101拘捕令》                | Irene姨        |
| 1983 | 《情難再》                   | 梁寶珍         |
| 1986 | 《時勢英雄》                 | 周鳳愛         |
| 1987 | 《包公》                     | 西宮           |
| 1987 | 《天將魔星》                 | 卜冠一         |
| 1987 | 《香港情》                   | 朱慕貞         |
| 1988 | 《姊妹情》                   |                |
| 1988 | 《賽金花》                   | 洪鈞妻子       |
| 1989 | 《千面俏嬌娃》               |                |
| 1989 | 《龍鳳喜迎春》               | 潘金蓮         |

### 网剧
- 2015年：《我的老千生涯》
- 2018年：《邵音音係我嫲嫲！》（與小薯茄合作）

### 舞台劇
- 2012年：《飢餓藝術家》
- 2013年：《長髮幽靈》
- 2014年：《長髮幽靈》（2014重演）

### 綜藝節目
無綫電視
- 2016年：《Sunday好戲王》（第6集、評判）
- 2021年：《日日媽媽聲》（嘉賓）
- 2021年：《尋找家香情》（嘉賓）
- 2025年：《美食新聞報道》（嘉賓）

麗的電視/亞洲電視
- 1982年：《仁濟醫院慈善籌款之夜》（演出）[51]
- 2012年：《亞視百人》（第65集、訪談嘉賓）[18]

ViuTV
- 2016年：《跟住矛盾去旅行》（第12、13集、印尼峇里－與戴夢夢同為嘉賓）
- 2016年：《晚吹真PK》（嘉賓）
- 2018年：《晚吹 Close噏》（第25集'、嘉賓）

香港開電視
- 2017年：《杜汶澤食住上》（第6集、試食嘉賓）
- 2021年：《盼你賞面》（嘉賓）

其他
- 2021年：《Mission 24》（主持）

### 音樂錄像
- 2018年：薛家燕 Captain Nancy

## 幕後製作作品
- 1993年：《驚天桃色劫》（故事）
- 1993年：《禁春》（編劇）
- 1995年：《殺姦O娘》（製片）

## 專輯
- 1975年：愛的徬徨‧空港‧滿身傷痕的金絲雀
- 2019年：Goodbye my love
- 2021年：Susan Susan Susan

## 獎項紀錄
1. 第27屆香港電影金像獎 2008 最佳女配角  《野·良犬》
2. 第30屆香港電影金像獎 2011 最佳女配角《打擂台》
3. 西班牙巴塞隆拿2021 最佳女主角  《老奶奶與無名子》
4. 莫斯科國際電影節2021 最佳女主角  《老奶奶與無名子》
5. 意大利米蘭國際電影節2021最佳外語片女主角  《老奶奶與無名子》
6. 奧地利維也納獨立電影節2020 最佳女主角   《老奶奶與無名子》
7. 比利時安特衛普(Antwerp)國際電影節2020 最佳外語片女主角  《老奶奶與無名子》
8. 西班牙瓦倫西亞(Valencia)國際電影節2020 最佳外語片女主角 《老奶奶與無名子》
9. 土耳其依斯坦堡爾電影大獎2020 最佳短片女主角  《老奶奶與無名子》
10. 美國洛杉磯Festigious電影節2020 最佳獨立電影女主角  《老奶奶與無名子》
11. 美國洛杉磯電影大獎2020女主角評審團榮譽大獎  《老奶奶與無名子》
12. 波蘭國際電影節2019 最佳外語片女主角 《老奶奶與無名子》
13. 美國加州格蘭代爾國際電影節2019 最佳短片女主角  《老奶奶與無名子》
14. 五洲國際電影節 Five Continents International film festival 2021 最佳女主角 Best Actress  《 Mission24》
15. 微電影《創+作》支援計劃（音樂篇）專業組得獎名單  2022 最佳微電影女主角銀獎   《電音女神》
16. 英國WICA 2021 年度最佳女主角  《老奶奶與無名子》
17. 微電影<創+作>支援計劃(音樂篇)  日本「Best Medium-Length Film」獎項  2022 Sensei Tokyo FilmFest 最佳微電影女主角銀獎   《電音女神》
18. 墨西哥國際電影節2023 最佳女主角 《老奶奶與無名子 》
19. 康城Le Femme 電影節2023 最佳女主角 《老奶奶與無名子 》

## 註腳
1. ↑  根據2016年8月16日《東網》題為〈FB直播報平安 邵音音澄清芳齡66歲〉的報導，邵音音表示自己在66年前，即1950年的農曆7月14日出生。以此換算萬年曆便可得知其西曆出生日期為1950年8月27日。
2. 1 2 3 4 5  關於邵音音童年成長地、嬰兒生活、到台灣生活的歲數以及中學畢業後去向的資料出自香港電台第一台廣播節目《守下留情》於2014年5月12日播出的訪問。
3. 1 2 3 4 5 6  關於邵音音當護士經歷和成為藝人經過的資料出自香港電台第一台廣播節目《守下留情》於2014年5月13日播出的訪問。
4. 1 2  關於邵音音在演藝圈發展經過的資料出自香港電台第一台廣播節目《守下留情》於2014年5月14日播出的訪問。
5. 1 2 3  關於邵音音在夜總會唱歌、加入電視界以及不加入無綫電視原因的資料出自香港電台第一台廣播節目《守下留情》於2014年5月15日播出的訪問。

## 外部連結
- 邵音音Susan的新浪微博
- 邵音音在香港影庫上的簡介
- 邵音音在豆瓣上的资料（简体中文）
- 邵音音在时光网上的簡介（简体中文）
- 中文電影資料庫：邵音音（页面存档备份，存于）